# Иван Болдижар
Иван Болдижар (Boldizsár Iván; Нови Сад, 1917 — Нови Сад, 1986) био је југословенски калиграф, типограф, графички дизајнер и педагог. Мађарског порекла, постао је један од најзначајнијих промотера српске ћирилице у другој половини 20. века. Његов рад представља јединствену појаву у културној историји Војводине и Србије, где је као Мађар коме је мађарски језик био матерњи језик посветио каријеру очувању и модернизацији ћириличког писма.
Познат је по калиграфским композицијама, ауторским типографским писмима (фонтовима) и педагошком раду усмереном на осавремењавање српске ћирилице и развој визуелних комуникација у издаваштву и културним институцијама. Био је први југословенски типограф који је стекао значајно међународно признање, отворивши пут будућим генерацијама дизајнера писма.

## Биографија

### Рани живот и образовање
Болдижар је рођен 1917. године у Новом Саду, тада у саставу Аустроугарске, у породици мађарског порекла. Одрастао је у мултикултурној средини Војводине, где му је матерњи језик био мађарски, што му је касније омогућило да српској ћирилици приступи са јединствене тачке гледишта, комбинујући дубоко разумевање локалне културе са објективним, структуралним приступом.
Професионално се формирао у оквиру графичког заната. Први контакт са струком остварио је као шегрт у новосадској штампарији „Графика”, где је изучио литографију. Рад са каменом, где је дијамантском иглом у обрнутом приказу (негативу) израђивао ситна слова, пресудно је утицао на његову каснију прецизност у калиграфском дуктусу и осећају за пропорције. Током тридесетих година 20. века усавршавао се у Осијеку, Загребу и Будимпешти, пратећи европске уметничке токове сецесије, модернизма и конструктивизма. Већ у раном периоду добијао је награде за дизајн насловница и графичке знакове.

### Каријера
Након Другог светског рата, Болдижар се активно укључио у обнову културног и јавног живота. Године 1945. у новооснованом предузећу „Пропаганда” оснива литографску радионицу и бави се меркантилном литографијом и визуелним комуникацијама, где се интензивно сусрео са практичном применом ћирилице.
Од 1950. до 1955. године радио је као наставник предмета „Писмо” у Школи за примењену уметност у Новом Саду. Ово искуство било је кључно за систематизацију његовог знања, што је резултирало објављивањем уџбеника Декоративна писма (1955), који је припремио у сарадњи са Францом Лешинколом. За потребе наставе, Болдижар је 1954. осмислио дидактички модел „Стабло писма”, визуелни приказ развоја и класификације писама који се касније користио у многим стручним школама.
Године 1956. започиње сарадњу са новооснованим фестивалом Стеријино позорје, за који је графички обликовао плакате, програме и друге штампане материјале. Његов професионални пут наставља се у Издавачкој кући „Форум” у Новом Саду, где је радио од 1957. до пензионисања 1976. године, прво као вођа литографског одељења, а касније и као уметнички уредник.
Паралелно са радом у „Форуму”, остварио је значајну сарадњу са Матицом српском. На позив управника Младена Лесковца, Болдижар је почео да ради на пројектима који су имали за циљ обнову и очување ћириличког наслеђа. Њихова заједничка жеља била је да се „дође до препознатљивости српске ћирилице у ликовном смислу, а без нарушавања утилитарне вредности писма”.
Био је један од оснивача Удружења ликовних уметника примењених уметности и дизајнера Војводине (УПИДИВ) 1964. године. Сматра се покретачем послератних активности на пољу уметности писма у Југославији, јер је први скренуо пажњу на значај те области за развој графичке делатности.

## Уметнички рад

### Калиграфија
Калиграфија је у Болдижаровом раду представљала темељ за типографију и основни алат за истраживање облика слова. Усавршавао је дуктус, контраст потеза и ритам односа црних и белих површина у композицији. Током педесетих година користио је технику скречборда (scraperboard) за израду орнаменталних вињета и иницијала, али је временом свој израз редуковао, фокусирајући се на чисту лепоту словних облика. Израдио је бројне повеље, дипломе и калиграфске странице за библиофилска издања, у којима је експериментисао са формама које је касније претакао у типографска писма.

### Усмерење ка ћирилици и историјски узори
Иако је био успешан у изради латиничних писама, током шездесетих година систематски се посветио ћирилици. На савет међународних колега, међу којима је био и Херман Цапф, прихватио је идеју да „једино они који живе у поднебљу на којем одређено писмо настаје могу бити добри креатори тог писма”. Ово га је мотивисало да се потпуно посвети проучавању и обнови српске ћирилице.
У свом приступу ослањао се на барокну штампарску традицију, пре свега на Стематографију Христофора Жефаровића (1741) и калиграфски приручник Захарија Орфелина. Аналитичким поређењем руских и српских варијанти облика слова, настојао је да графемску форму прилагоди српској језичкој и правописној пракси и обезбеди јединствен, читљив ритам за савремену употребу.

### Типографска писма
Иван Болдижар је аутор више значајних латиничних и ћириличних типографских писама. Његов рад препознат је на међународном нивоу, што је довело до откупа неколико његових фонтова од стране водећих европских словоливница.
Латинична писма
- Janus, Boldiz и Triton: Ова три писма откупила је 1975. године престижна немачка словоливница H. Berthold из Берлина, чиме су ушла у међународну комерцијалну употребу.[11]
- Isar (првобитни радни назив Sava): Ово писмо, које одликују удвојени потези, откупила је 1982. године компанија D. Stempel AG из Франкфурта, која је пословала у оквиру система Linotype.[12] Фонт је и данас доступан у дигиталној форми.

Ћирилична писма
- Орфелин: Ћириличко писмо инспирисано радом Захарија Орфелина. Представљено је 1971. године у Лајпцигу, у чувеном уџбенику Алберта Капра, Schriftkunst (Уметност писма).[13] За писмо Орфелин 2 добио је признање на међународној изложби у Прагу 1969. године.
- Његош (ранији радни назив Обод): Ово писмо представља врхунац Болдижаровог рада на ћирилици. Развијано је око 1985. године за потребе библиофилског издања Горски вијенац, у сарадњи Црногорске академије наука и умјетности и издавачке куће „Форум”.[14] Као узор послужила је Стематографија Христофора Жефаровића. Болдижар је стилски уједначио верзална (велика) и курентна (мала) слова, детаљно разрађујући међусловне размаке (кернинг) како би постигао савршен ритам и читљивост текста.

## Изложбе и признања
Иван Болдижар био је члан престижног међународног удружења типографа Association Typographique Internationale (ATypI), где је редовно учествовао на конгресима и промовисао ћириличко писмо.
Био је заступљен на бројним изложбама у земљи и иностранству, укључујући Будимпешту, Праг, Диселдорф, Остин, Њујорк и Осаку.
- Самостална ретроспективна изложба „Калиграфија” одржана је у галерији Графички колектив у Београду 1975. године.
- Учествовао је на изложбама које је организовао International Typeface Corporation (ITC) у Њујорку 1980. и на значајној смотри International Calligraphy Today (1981–1982).
- Круна његовог међународног признања била је самостална изложба Schrift graphic у чувеном Клингспор музеју у Офенбаху 1984. године. Изложба је приређена на предлог и уз подршку легендарног немачког типографа Хермана Цапфа.[15]

Добитник је Октобарске награде Новог Сада 1975. године за изузетан допринос у области обликовања слова.

## Утицај и наслеђе
Опус Ивана Болдижара представља спону између историјске калиграфске традиције и модерне типографске праксе. Његов метод — који је подразумевао темељно историјско истраживање, калиграфску праксу као основу, и на крају типографску синтезу — постао је узор за студије писма и каснији развој дигиталних фонтова у Србији.
Својим радом на писмима, калиграфијом и педагошким деловањем пресудно је допринео развоју квалитета српске ћирилице у издаваштву и визуелним комуникацијама друге половине 20. века. Његово наслеђе огледа се у трајној вредности његових фонтова, од којих су неки, попут писма „Исар”, доживели дигитализацију и настављају да се користе.

## Дела

### Типографска писма (избор)
- „Orfelin” (представљено 1971. у Schriftkunst, Лајпциг)
- „Janus” (H. Berthold, Берлин, 1975)
- „Boldiz” (H. Berthold, Берлин, 1975)
- „Triton” (H. Berthold, Берлин, 1975)
- „Isar” (првобитно „Sava”) (D. Stempel AG, Франкфурт, 1982)
- „Његош” (првобитно „Обод”) (развијано за издање Горског вијенца, око 1985)[а]

### Изабране изложбе
- „Калиграфија” — Графички колектив, Београд, 1975.
- ITC изложба, Њујорк, 1980.
- International Calligraphy Today, Њујорк, 1981–1982.
- „Schrift graphic” — Клингспор музеј, Офенбах, 1984.